# Theodor Gottlieb Carl Keyßner
Theodor Gottlieb Carl Keyßner (* 4. März 1757 in Meiningen; † 9. Juni 1837 ebenda) war ein deutscher evangelischer Geistlicher und Pädagoge.

## Leben

### Familie
Theodor Gottlieb Carl Keyßner war der jüngste Sohn von Johann Nicolaus Keyßner († August 1757), herzoglicher Kammermusiker in Meiningen, und dessen Ehefrau Margaretha († 1774), eine Tochter des Leutnant Hartung aus Arnstadt; er hatte noch einen Bruder und eine Schwester. Sein Pate war sein Onkel, der Komponist und Kapellmeister Johann Theodor Keyßner.
Theodor Gottlieb Carl Keyßner heiratete 1787 Katharina Maria, jüngste Tochter des 1782 verstorbenen Adjunkten Johann Georg Musäus, allerdings verstarb seine Frau bereits nach anderthalb Jahren; der gemeinsame Sohn verstarb wenige Monate nach der Geburt. 1790 heiratete er in zweiter Ehe Johanna Jakobine († 1806), Tochter des Hofbuchdruckers Philipp Heinrich Hartmann (1765–1832) aus Meiningen, mit der er zwei Söhne und zwei Töchter hatte:
- Christiane Keyßner, verheiratet mit Archidiakon Jakob Friedrich Storandt;
- Friedemann Ernst Christoph Keyßner, Hofbuchdrucker;
- Friedrich Emil Traugott Keyßner, Kreisrichter in Hildburghausen;
- Sophie Keyßner, verheiratet mit dem Regierungsdirektor Hellmann.

In dritter Ehe war er seit 1811 mit der verwitweten Maria Katharine Maaser († 1831), geborne Glaser, verheiratet.
Sein Sohn Friedemann († 1851) übernahm 1832 die Hofbuchdruckerei Meiningen von seinem Onkel Philipp Heinrich Hartmann (1765–1832), die dann von Karl Keyßner (1830–1901) weitergeführt wurde.

### Ausbildung
Nach dem Besuch der Elementarschule in Meiningen besuchte er das dortige Lyzeum (heute: Henfling-Gymnasium); seine Lehrer waren Georg Kaspar Hopf (1727–1803), späterer Superintendent in Meiningen, Johann Adam Emmrich (1734–1796), Johann Christian Volkhart (1740–1823), späterer Superintendent in Schalkau und Johann Caspar Scharfenberg, die ihn auf sein Theologiestudium vorbereiteten.
1774 immatrikulierte er sich für ein Theologiestudium an der Universität Jena und hörte Vorlesungen unter anderem bei Justus Christian Hennings, Ernst Jakob Danovius, Johann Jakob Griesbach, Johann Gottfried Eichhorn und Johann August Heinrich Ulrich. 

### Werdegang
Aus finanziellen Gründen beendete Keyßner das Studium vorzeitig und wurde im März 1777 Hauslehrer bei Friedrich Wilhelm von Knobelsdorff (1744–1813) in Wuthenow im Kreis Soldin; er wurde der Erzieher von Wilhelm von Knobelsdorff-Brenkenhoff. Während seines einjährigen Aufenthaltes auf dem Gut lernte er unter anderem Friedrich den Großen, den damaligen Kronprinzen und späteren König Friedrich Wilhelm II., den General Wichard von Möllendorff und den Grafen Lottum kennen.
1778 wurde er dann Hauslehrer bei von Schätzel in Maubin bei Pyritz in Pommern, bis er 1779 an der Universität Leipzig sein Studium wieder aufnahm und Vorlesungen bei Johann Georg Eck und Samuel Friedrich Nathanael Morus hörte; allerdings beendete er das Studium bereits wieder nach einem Vierteljahr und wurde Hauslehrer beim Saale-Floßmeister August Ludwig Stöter in Kösen bei Naumburg. In dieser Zeit verstarb sein Onkel und vermachte ihm ein so großes Vermögen, dass er hierauf sein Universitäts-Studium in Jena wieder aufnehmen konnte; während seines Aufenthaltes wohnte er bei dem Hochschullehrer Christian Gottfried Schütz.
Während seines Studiums unterstützte er Schütz bei der Anfertigung von Kollektaneen, Exzerpten, Registern, namentlich zur Herausgabe des Aeschylus, so wie durch Korrekturen für die Jenaische Literaturzeitung.
Nach anderthalb Jahren ging er von Jena nach Sonneberg, trat in die Dienste des Geheimrats Georg Karl Wilhelm Philipp von Donop und blieb dort vier Jahre. Er unternahm in dieser Zeit eine Reise nach Dessau und Reckahn um die dortigen Erziehungs- und Unterrichtsanstalten kennenzulernen und lernte in Dessau am Philanthropinum den Rektor Carl Gottfried Neuendorf, August Friedrich Wilhelm Crome, Ludwig Heinrich Ferdinand Olivier und Carl Siegmund Ouvrier (1751–1819) kennen. Von dort aus reiste er an die von Friedrich Eberhard von Rochow gegründete Schule in Reckahn; dort beeindruckte ihn besonders der Lehrer Heinrich Julius Bruns.
Als die Kaplan- und Rektorstelle 1786 in Sonneberg frei wurde, erhielt Keyßner diese Stelle und übte das Amt sechs Jahre lang aus; in dieser Zeit verbesserte er an der Schule die Unterrichtsmethode, sodass der Unterricht zweckmäßiger wurde.
1792 erhielt er, nach der Versetzung von Ernst Julius Walch, die frei gewordene Pfarrstelle in Meiningen, mit der die Direktion und der Hauptunterricht an dem Seminar für Landschullehrer verbunden war. Obwohl sich an der Schule nur noch zwei weitere Lehrer befanden, wurde das Lehrerseminar in Meiningen, durch die gut ausgebildeten Lehrer bis nach Süddeutschland und Russland bekannt; die Schule diente als Muster für andere ähnliche Lehranstalten.
Zu seinen weiteren Aufgaben gehörte auch das Amt des Waisenpfarrers und damit die Seelsorge für die im Waisenhaus befindlichen Zöglinge; bei diesen kümmerte er sich nicht nur um deren Unterbringung und Verpflegung, sondern unterstützte auch bei der Berufsausbildung zum Handwerker. Dazu gab er noch Privatunterricht in Religion, sowie Sprachausbildung, bereiste im Auftrag der Schulkommission die Landschulen und verfasste 1799 ein Schulbuch für das Herzogtum Sachsen-Meiningen, gab anonym einige Bändchen katechetischer Gespräche heraus, lieferte außerdem Aufsätze für Johann Christoph Friedrich GutsMuths pädagogische Bibliothek und für die von Rudolph Zacharias Becker herausgegebene National-Zeitung der Deutschen und schrieb zuletzt eine kurzgefasste meiningische Landeskunde nach dem Teilungsvertrag von 1826. Ein besonderes Verdienst erwarb er sich durch die langjährige Mitarbeit im Armenwesen.
Nachdem von 1799 an kein regelmäßiger Gottesdienst mehr in der Waisenkirche gehalten wurde, erhielt er eine Lehrerstelle am Lyzeum, nachdem er kurz zuvor zum Landschulinspektor ernannt worden war. Neben seiner Tätigkeit am Lehrerseminar übernahm er am Lyzeum den Unterricht in Religion, im Griechischen Testament und in Naturgeschichte. Nach der Umwandlung des Lyzeums in das Gymnasium Bernhardinum wurde er durch einen Collaborator in dieser Lehrtätigkeit abgelöst.
Als im Juni 1827 das Landschullehrerseminars nach Hildburghausen verlegt wurde, behielt er noch die Aufsicht über die Freischule, über die Versorgung der Waisenkinder sowie einen Bezirk der Stadtarmenpflege.

## Ehrungen und Auszeichnungen
- Herzog Bernhard II. von Sachsen-Meiningen verlieh Theodor Gottlieb Carl Keyßner am 21. März 1834 Silberne Verdienstkreuz[9] des Herzoglich Sachsen-Ernestinischen Hausordens.
- Am 26. Dezember 1836 wurde er anlässlich der Feier seines Goldenen Dienstjubiläums zum herzoglichen Kirchenrat ernannt.

## Schriften (Auswahl)
- Schulbuch, das ist Leitfaden zum Unterricht in den gemeinnützigsten Kenntnissen, welche außer dem Religionsunterricht in den niedern Schulen der Herzoglich Meiningischen Lande vorgetragen werden. Meiningen Hartmann 1799.